# Wilhelm Peterson-Berger
  Wilhelm Peterson-Berger    (Kramfors Municipality, 27 de febrer de 1867 - Östersund, 3 de desembre de 1942) va ser un compositor i crític musical suec. Com a compositor, les seves principals influències musicals van ser Edvard Grieg, August Söderman i Richard Wagner, així com l'idioma popular suec.

## Biografia
Peterson-Berger va estudiar al Conservatori d'Estocolm entre 1886 i 1889 i després a Dresden durant un any.
És conegut sobretot per tres àlbums de peces romàntiques nacionals per a piano titulats Frösöblomster I, II i III (Flors de Frösö), que inclouen Vid Frösö kyrka (A l'església de Frösö) i Sommarsång (Cançó d'estiu). Els conjunts, que van ser compostos durant un període de divuit anys (1896 - 1914) i reunits posteriorment com a col·lecció, s'han guanyat la fama de representar una "suecitat" per excel·lència en la línia romàntica i nacionalista de la seva època. La més famosa de les peces, Sommarsång (Cançó d'estiu) recorda les càlides, tranquil·les, harmonioses i brillants vespres prèvies a l'estiu on el sol del nord gairebé mai no es pon; van ser el gran avenç per a Wilhelm. Sommarsång encara és conegut per la majoria dels suecs, fins i tot per a persones en general poc interessades en la música: a la majoria dels joves estudiants de piano dels països nòrdics se'ls ha ensenyat aquesta peça. Les seves cançons per a conjunt vocal també s'executen amb regularitat i formen part del repertori bàsic dels cors suecs.
Altres obres seves inclouen les cinc simfonies -entre elles n'hi ha el núm. 2 Sunnanfärd i el núm. 3 Same-Ätnam generalment considerades les millors-, així com les òperes Ran, Arnljot, Domedagsprofeterna ("Els profetes del dia del judici final") i Adils och Elisiv ("Adils i Elisiv"). El seu domini de les formes més grans, tant en arquitectura com en instrumentació, està en disputa.
Va ser director d'escena a l'Òpera d'Estocolm entre 1908 i 1910. No obstant això, l'òpera Arnljot s'ha convertit en un símbol per a la província de Jämtland i s'hi representa regularment, com a "drama musical", a Arnljotlägden a Frösön, a prop de l'antiga casa de Peterson-Berger, Sommarhagen. Domedagsprofeterna és l'antítesi dArnljot, una comèdia musical lleugera i festiva ambientada a Uppsala del segle XVII, mentre que la saga Adils och Elisiv on el "talsång" (cançó de parla) sueca va assolir la seva expressió més pura és una obra que exalta la creença de Peterson-Berger en l'humanisme i la bondat del home.
També va escriure una vuitantena de cançons, moltes de les quals ambientades amb poemes d'Erik Axel Karlfeldt, per exemple Aspåkerspolska

## Llista de treball (parcial)
Orquestral
- Simfonia núm.1 en si bemoll major, Baneret ("La pancarta"), 1889-1903, revisada 1932-1933 Moviments: "Quan vam sortir per primera vegada", "Entre els fedjes", "A casa de l'heroi". bier", "Cap a noves fonts"
- Simfonia núm.2 en mi bemoll major, Sunnanfärd ("El viatge dels vents del sud"), 1910 Moviments: "Stiltje - Sailed", "Rosenstaden: Dionysoståget - In Eros temple - Symposion", "Homesickness - For vent del sud"
- Simfonia núm.3 en fa menor, Same Ätnam ("Simfonia de Lapònia"), 1913-1915 Moviments: "Quadros antics", "Vitre d'hivern", "Nit d'estiu", "Somnis futurs"
- Simfonia núm. 4 en la major, Holmia ("Estocolm"), 1929
- Simfonia núm. 5 en si major, Solitudo, 1932-1933
- Dansa oriental ("Danza oriental"), 1889-1890
- Concert per a violí en fa sostingut menor, 1915-1928
- Romanç en re menor per a violí i orquestra, 1915
- Törnrosagagan ("La història de la bella dorment"), 1934
- Simfonia núm. 6, Hellas ("Grècia"), 1935-1938 - inacabada

Òpera
- Ran, 1899-1900
- La felicitat ('La felicitat'), 1903
- Arnljot, 1907-1909
- The Doomsday Prophets ('The Doomsday Prophets'), 1912-1917
- Adils i Elisiv, 1921-1924

Vocal
- Sveagaldar, cantata, 1897
- Cançons parcials/música per a cor: Deu cançons per a cor mixt; Àlbum, 8 cançons per a cor mixt (incloent els seus escenaris de 'Stemning' de J. P. Jacobsen i 'I Fyrreskoven' de Helena Nyblom); Nit de juny (paraules de MJ Lermontov traduïdes per W P-B; Ocell d'or; Arbre, Ingerid Sletten, princesa (paraules Bjornstjerne Bjornson); Va arribar la primavera a Walborg Night; Rest in the Forest – Chorus mysticus (paraules JS C Welhaven); Nit d'estiu.
- Cançons solistes: Jamtlandsminnen (Memòries de Jamtland) opus 4 (1893), quatre cançons en to popular suec (Op. 5) incloent 'When I walk alone in the dark forest' i 'Among the tall pine trunks', De les cançons de Fridolin (De les melodies de Fridolin) amb paraules d'E A Karlfeldt (1900), Ur Hösthorn (1928), Återkomst (Retorn)

Música de piano
- Frösöblomster ("Fröso Flowers"), 1896, 8 peces que inclouen Cançó d'estiu, Lawn tennis, To the roses, Felicitacions i Vid Frösö church
- Frösöblomster II, 1900, 6 peces
- Frösöblomster III: I sommarhagen, 1914, inclòs Intåg i Sommarhagen
- Sis cançons per a piano, 1897
- Memòries de viatge, 1908
- Earina, 1917, 7 peces
- Italiana, 1922
- Anacreontika, dos llibres, 1924 i 1936

## Crític i escriptor
A més de ser compositor, Peterson-Berger també va ser un crític musical respectat encara que molt controvertit per al diari d'"Estocolm Dagens Nyheter" ("Notícies del dia") entre 1896 i 1930. Va ser conservador i va lluitar contra la creixent influència del modernisme en la música, especialment d'Arnold Schoenberg i els seus seguidors. El seu progrés es va veure obstaculitzat per molts enemics que va fer a través dels seus escrits; va atacar el virtuosisme vistos i l'academicisme sec amb sàtira però també amb rigorositat. Per als compositors o intèrprets que no s'ajustaven al seu gust (o que eren dones músics joves i insegures, per posar un exemple típic), no estava per sobre dels insults personals greus.
Altres escrits inclouen Svensk musikkultur (cultura musical sueca, 1911) que inclou atacs clars i satírics contra l'establishment musical predominant, Richard Wagner som kulturföreteelse (Richard Wagner com a fenomen cultural, 1913), així com traduccions de Tristany i Isolda. (per a una producció de 1909 a Estocolm), i El naixement de la tragèdia (1902) i Així parlava Zaratustra (1919) de Friedrich Nietzsche.

## L'home
Més tard, un conegut va recordar la seva sorpresa quan, en un viatge en tren des d'Estocolm a Östersund i Frösön, l'home gran i famós crític va esclatar de sobte a plorar i es va sentir suau com un nen quan el paisatge bucòlic del seu estimat Jämtland començava a desplegar-se per la finestra. Fins i tot aquest escriptor, però, va assenyalar que fins i tot l'aspecte físic i el comportament amenaçador i miserable de Peterson-Berger s'ajustaven a l'estereotip del dur escandinau.
La seva casa a l'illa de Frösön prop d'Östersund (on va passar els estius a partir de 1914 i després va viure permanentment a partir de 1930) està oberta al públic durant els mesos d'estiu i és tal com la va deixar el compositor. La sala de música de la planta baixa té el seu piano de cua (era un pianista competent), una sala de treball (amb una “finestra” amb vista a Storsjön) i una biblioteca (amb la seva col·lecció de llibres i partitures), mentre que a la planta superior es poden veure els dormitoris. Hi vivia sol amb un majordom i els seus gats. També hi ha una petita cafeteria on es venen llibres i CD.